# Ferrari F2003-GA
A Ferrari F2003-GA egy versenyautó, amellyel a Scuderia Ferrari a 2003-as Formula–1 világbajnokságban versenyzett. A karosszériát Rory Byrne, Ignazio Lunetta, Aldo Costa, Marco Fainello, Nikolas Tombazis és James Allison tervezte, Ross Brawn a csapat technikai igazgatójaként fontos szerepet játszott az autó gyártásának irányításában, Paolo Martinelli pedig Giles Simon segítségével a motortervezés és a motorüzem vezetésében. A fejlesztés a korábbi Ferrari F2002-esre épült, de az aerodinamika érdekében új, gömbölyded oldallapokat és meghosszabbított tengelytávot kapott. A motor és a sebességváltó az előző modell továbbfejlesztett változatai voltak. Az autó a Fiat nem sokkal előtte elhunyt vezetője, Gianni Agnelli iránti tisztelet jeléül a "GA" elnevezést kapta.

## Áttekintés
Az autót közvetlenül a 2003-as szezon közepe előtt mutatták be, mivel az F2002-est elég jónak tartották ahhoz, hogy versenyképes legyen, míg az F2003-GA-t továbbfejlesztették. Az autó gyors és versenyképes volt, mivel az első 4 futamból 3-at megnyert, de hajlamos volt gyorsan elkoptatni a gumiabroncsokat, ami többször vezetett a szezon közepén a verseny végén fellépő gumiproblémákhoz, ami a szokatlanul forró európai nyár alatt enyhe formacsökkenést okozott. Ennek eredményeként a Williams és a McLaren képes volt kitartó kihívást intézni a Ferrarihoz, és Michael Schumachert szorongatni a bajnoki címért.
Miután a Bridgestone mérnökei felfedezték, hogy a Michelin szezon közben megváltoztatta a gumiabroncsai szerkezetét, a francia gumigyártó kénytelen volt a szezon végén újraformázott abroncsokat szállítani. A Ferrari ismét versenyképessé vált, mivel megnyerte a szezon utolsó három futamát, és legyőzte a Williamst és a McLarent a konstruktőri bajnoki címért folyó versenyben, míg Schumacher megszerezte hatodik világbajnoki címét, megdöntve Juan Manuel Fangio 46 éve fennálló rekordját.
Az autó hét versenyt nyert, öt pole pozíciót és öt leggyorsabb kört szerzett, mielőtt 2004-ben lecserélték a domináns F2004-esre, amely szinte teljesen megegyezett elődjével.
2003. december 11-én, a szezon befejezése után Michael Schumacher több mért távolságon keresztül versenyzett az autóval az olasz légierő Eurofighter Typhoonja ellen, hogy megállapítsa, melyik a gyorsabb, a repülőgép vagy az autó. A Typhoon minden futamot megnyert.

## Eredmények
(félkövérrel jelölve a pole pozíció, dőlt betűvel a leggyorsabb kör)
| Év   | Csapat                    | Motor       | Gumik | Pilóták            | 1          | 2        | 3        | 4          | 5             | 6        | 7      | 8      | 9            | 10            | 11             | 12          | 13           | 14          | 15  | 16    | Pontok | Helyezés |
| ---- | ------------------------- | ----------- | ----- | ------------------ | ---------- | -------- | -------- | ---------- | ------------- | -------- | ------ | ------ | ------------ | ------------- | -------------- | ----------- | ------------ | ----------- | --- | ----- | ------ | -------- |
| 2003 | Scuderia Ferrari Marlboro | 052 3.0 V10 | B     |                    | Ausztrália | Malajzia | Brazília | San Marino | Spanyolország | Ausztria | Monaco | Kanada | Európai Unió | Franciaország | Nagy-Britannia | Németország | Magyarország | Olaszország | USA | Japán | 158*   | 1.       |
| 2003 | Scuderia Ferrari Marlboro | 052 3.0 V10 | B     | Michael Schumacher |            |          |          |            | 1             | 1        | 3      | 1      | 5            | 3             | 4              | 7           | 8            | 1           | 1   | 8     | 158*   | 1.       |
| 2003 | Scuderia Ferrari Marlboro | 052 3.0 V10 | B     | Rubens Barrichello |            |          |          |            | 3             | 3        | 8      | 5      | 3            | 7             | 1              | KI          | KI           | 3           | KI  | 1     | 158*   | 1.       |

* 32 pontot az F2002B modellel szereztek.